# 茱莉·史威特
茱莉·特蕾澤·史威特（英語：Julie Terese Sweet，1966/1967年—）是一名美國商界高階主管和律師。她是跨國專業服務公司埃森哲的董事長暨執行長 。
《紐約時報》和《財富》將她評為美國企業界最有權勢的女性之一，稱她「致力於在辦公室創造真正的性別平等」。

## 早年生活和教育
史威特在加州塔斯汀長大，是塔斯廷高中的演講和辯論明星。她擁有克萊蒙特·麥肯納學院的學士學位和哥倫比亞法學院的法學博士學位。

## 職業生涯
在史威特加入埃森哲之前，她是柯史莫律師事務所的律師。她在該公司工作了17年，其中10年是合夥人。史威特是該公司有史以來第九位成為合夥人的女性。。她的工作涉及融資、併購和公司法律總顧問。
埃森哲於2010年聘請史威特擔任總法律顧問。2015年，她成為埃森哲北美業務（公司最大的市場）的執行長。在埃森哲工作初期，她加入公司的全球管理委員會。史威特與當時執行長南佩德一起制定了埃森哲的併購策略。
埃森哲任命史威特為執行長，自2019年9月起生效，史威特是首位擔任此職的女性。她接替了臨時執行長大衛·羅蘭德（David Rowland）。在她上任時，她是S&P 500強企業中27位女性領導者之一，也是財富世界500強企業中第15位女性執行長。2021年9月，史威特成為埃森哲公司董事長。
史威特持續倡導多元化、包容性和工作場所的性別平等。史威特支持埃森哲在2025年實現男女員工比例持平的目標；截至2019年，埃森哲女性員工佔員工總數的42%。史威特在2019年被Comparably網站評為多元化的最佳執行長。史威特呼籲解決美國的技能差距問題，並支持全國學徒制運動。她參加了《紐約時報》的新規則高峰會。
除了在埃森哲的工作之外，史威特還在催Catalyst (非營利組織)、世界經濟論壇、商業圓桌會議（她在圓桌會議上擔任技術委員會主席）、戰略與國際研究中心以及萬豪殘疾人基金會——從學校到工作的橋樑（截至2022年）的董事會任職。
2019年，《紐約時報》將史威特稱為美國企業界最有權勢的女性之一。《財富》雜誌自2016年起將史威特列入十大「最有權勢女性」榜單，她在2020年的榜單上名列第一。《財富》雜誌指出，史威特「帶領埃森哲在51個國家的50多萬名員工度過了這場大流行病，這場危機使公司的技能比以往任何時候都更加重要」。史威特隨後被《財富》雜誌評為2021年榜單第3位和2022年榜單第2位。2024年，反誹謗聯盟授予史威特2024年度反仇恨勇氣獎。2024年，史威特宣布埃森哲計劃在全球開設10個生成式人工智慧「創新中心」。

## 個人生活
史威特的丈夫查德·克里頓·史威特（Chad Creighton Sweet）曾是泰德·克魯茲2016年總統競選活動的競選主席。她有兩個女兒。他們住在馬里蘭州貝塞斯達。

## 外部連結
- Accenture website page （页面存档备份，存于）